# Artesia welbourni
Artesia welbourni är en kräftdjursart som beskrevs av John R. Holsinger 1992. Artesia welbourni ingår i släktet Artesia och familjen Artesiidae. Inga underarter finns listade i Catalogue of Life.